# Psathura batopedina
Psathura batopedina är en måreväxtart som beskrevs av Bernard Verdcourt. Psathura batopedina ingår i släktet Psathura och familjen måreväxter. Inga underarter finns listade i Catalogue of Life.